# 張震時
張震時（？年—？年），福建建寧縣（今三明市建寧縣）人。明朝政治人物。

## 生平
嘉靖四十年（1561年），張震時中式辛酉科福建鄉試第六名舉人，治《易經》。任廣西南寧府推官，平反大獄。升廣東廣州府同知，有政聲。以母老去官歸飬。